# St. Georg (Schmedenstedt)

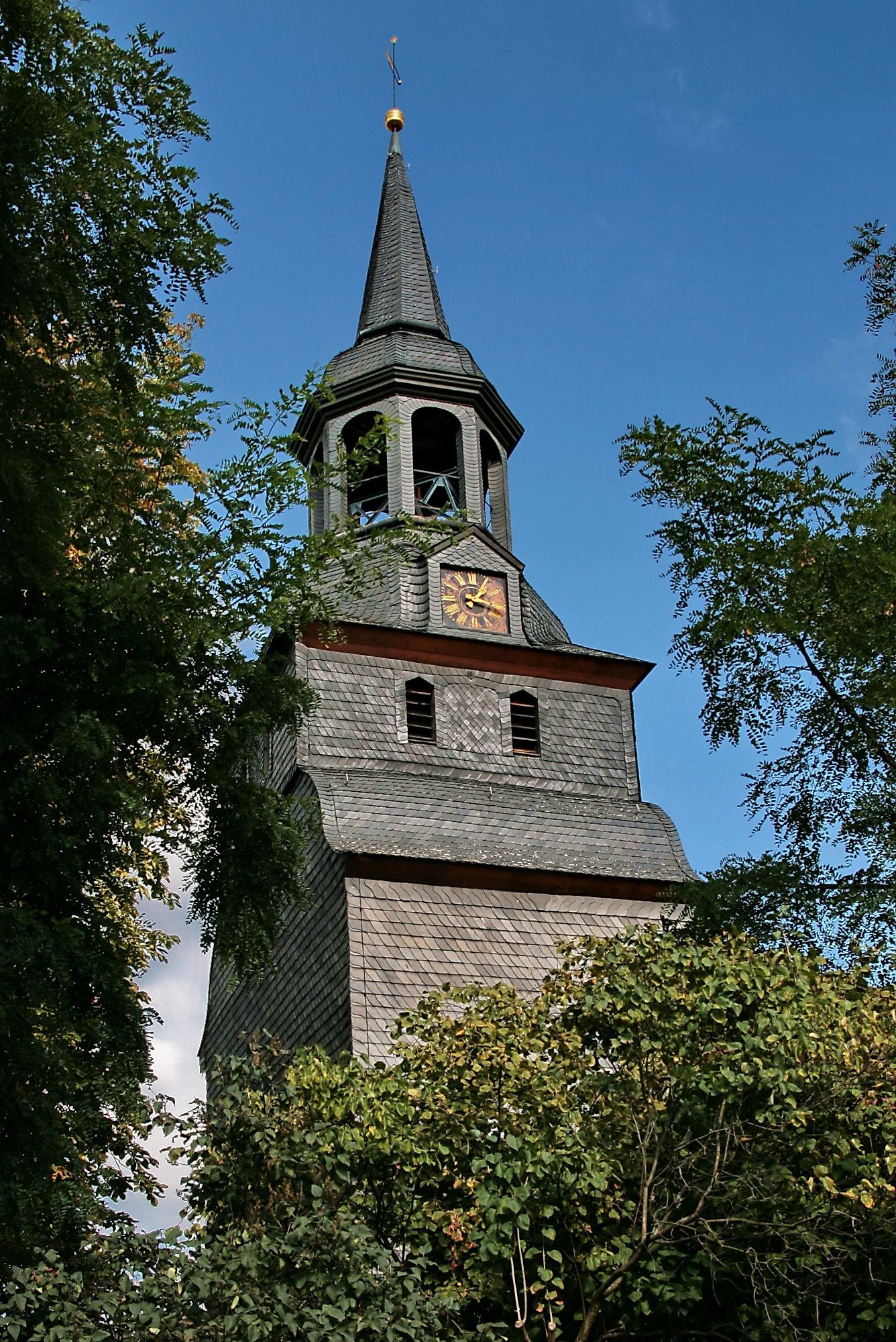
St. Georg

Die evangelisch-lutherische denkmalgeschützte Kirche St. Georg steht in Schmedenstedt, einem Dorf und Ortsteil der Stadt Peine im Landkreis Peine in Niedersachsen. Die Kirchengemeinde gehört zum Kirchenkreis Peine im Sprengel Hildesheim-Göttingen der Evangelisch-lutherischen Landeskirche Hannovers.

## Beschreibung
Die kleine Saalkirche, eine Fachwerkkirche mit einem in Breite des Langhauses quergelagerten völlig verschieferten, ebenfalls aus Holzfachwerk errichteten Kirchturm im Westen, der untere Teil wurde gleichzeitig mit dem Langhaus errichtet, und einem Chor mit dreiseitigem Schluss im Osten wurde im 3. Viertel des 16. Jahrhunderts gebaut und um 1612 neu gestaltet. Das Langhaus ist mit einem Satteldach bedeckt, das im Osten abgewalmt ist. Die Außenwände wurden Ende des 19. Jahrhunderts verputzt und mit hohen, neugotischen Fenstern versehen. 1962/63 erfolgte der Rückbau, dabei wurde auch das Fachwerk z. T. erneuert. Spätgotische Zierelemente kennzeichnen die Vorhangbögen einzelner Fenster und das nördliche kielbogige Portal. Der Turm hat oberhalb der Dachtraufe des Langhauses einen Schweifgiebel. Ihm wurde 1612 im Zuge der Neugestaltung eine welsche Haube mit großer Laterne aufgesetzt, die mit einem spitzen Helm bekrönt wird. Hinter den Klangarkaden im obersten Geschoss über dem Schweifgiebel befindet sich der Glockenstuhl, in dem drei Kirchenglocken hängen.
Der Innenraum wurde 1612 ausgemalt. Im unteren Bereich der Wandmalerei werden die Stationen der Passion gezeigt. Der obere Bereich zeigt einen Zyklus mit Jesus Christus und den Aposteln. Auch die Holzbalkendecke, die in der Mitte auf einem längsgeführten Balken und seitlich auf Kopfbändern ruht, ist mit Deckenmalerei dekoriert, die eine Kassettendecke imitiert. Die Unterseiten der Balken sind mit geschnitztem Beschlagwerk versehen.
Zur Kirchenausstattung gehört ein spätgotischer Flügelaltar, der laut Inschrift 1472 geschnitzt wurde. Im Schrein in der Mitte ist die Krönung Mariens dargestellt, flankiert von vier Heiligen. In den Flügeln sind die 12 Apostel in zwei Zonen angeordnet und von Baldachinen aus Maßwerk bekrönt. Die hohe Predella ist in sieben Felder geteilt. Sie zeigt unter Blendarkaden Bilder der Gregorsmesse, die Anbetung der Könige sowie den knienden Josef vor Maria mit Jesuskind. Ein Altarkreuz stammt aus der 2. Hälfte des 15. Jahrhunderts, das polygonale Taufbecken aus der 1. Hälfte des 16. Jahrhunderts, der dekorativ gegliederte Korb der Kanzel aus der Mitte des 17. Jahrhunderts. Der Ambo wurde um 1612 gebaut. Die Empore im Westen hat zierliche Balustraden. 1961–65 wurde die Empore an der Nordseite entfernt. An der nördlichen Chorwand befindet sich ein Antependium aus der 2. Hälfte des 14. Jahrhunderts, bemalt mit einer Marienkrönung und 2 Heiligen. Ein kleiner spätgotischer Schmerzensmann und ein mit Knorpelwerk und einem Gemälde von der Christi Himmelfahrt geschmücktes Epitaph sind auch vorhanden.
Die Orgel mit 15 Registern, verteilt auf ein Manual und ein Pedal, wurde 1807 von Johann Conrad Müller gebaut. Sie wurde vergrößert, 1954 restauriert und 1963 erneut restauriert.